# Ashanti's Christmas
Ashanti's Christmas é o primeiro álbum natalino da cantora americana Ashanti, lançado pela gravadora The Inc. Records no dia 18 de Novembro de 2003.
| Críticas profissionais                                                      | Críticas profissionais |
| Avaliações da crítica                                                       | Avaliações da crítica  |
| Fonte                                                                       | Avaliação              |
| --------------------------------------------------------------------------- | ---------------------- |
| Allmusic                                                                    | [ 2 ]                  |
| Rolling Stone                                                               | (negativo)             |
| Esta tabela precisa de ser acompanhada por texto em prosa. Consulte o guia. |                        |

## Faixas
| Edição padrão |                                 |                                   |         |  |
| N.º           | Título                          | Compositor(es)                    | Duração |  |
| 1.            | "Christmas Time Again"          | A. Douglas, I. Lorenzo, A. Parker | 4:05    |  |
| 2.            | "The Christmas Song"            | Mel Tormé, Robert Wells           | 3:19    |  |
| 3.            | "Hey Santa"                     | A. Douglas, Lorenzo               | 1:55    |  |
| 4.            | "This Christmas"                | Donny Hathaway, Hathaway McKinnor | 2:59    |  |
| 5.            | "Sharing Christmas"             | A. Douglas, Lorenzo               | 4:14    |  |
| 6.            | "Silent Night"                  | F. Gruber, J. Mohr                | 2:13    |  |
| 7.            | "Joy to the World"              | Lowell Mason, Isaac Watts         | 1:56    |  |
| 8.            | "Winter Wonderland"             | Felix Bernard, Dick Smith         | 2:16    |  |
| 9.            | "Time of Year"                  | A. Douglas, Lorenzo, D. McGhee    | 4:50    |  |
| 10.           | "We Wish You a Merry Christmas" | Tradicional                       | 1:35    |  |

## Desempenho
| Tabelas musicais (2003/2004)            | Melhor posição |
| --------------------------------------- | -------------- |
| Estados Unidos - Billboard 200          | 160            |
| Estados Unidos - Top R&B/Hip-Hop Albums | 43             |
| Estados Unidos - Holiday Albums         | 13             |